# Centerview, Missouri
Centerview je gradić u saveznoj američkoj državi Missouri u okrugu Johnson 39 milja (63 kilometra) od Independencea, na 265 metara nadmorske visine. Ima 249 stanovnika (2000). Centerview je poznat po uzgoju i prodaji konja na konjskom ranču Bar B Paints Horse Ranch. 

## Vanjske poveznice
- Centerview, Missouri
- Bar B Paints  Arhivirana inačica izvorne stranice od 20. siječnja 2007. (Wayback Machine)